# Грушецкий, Владислав Флорианович
Владислав Флорианович Грушецкий (1888, Николаев — 1938, Москва) — российский и советский военачальник. Комдив (1935).

## Биография
Поляк. Родился в июне 1888 года в городе Николаеве Херсонской губернии в семье столяра. Окончил Николаевское реальное училище в 1906 году и в том же году поступил юнкером в Одесское пехотное училище. После училища служил в 56-м Сибирском пехотном полку в должности младшего офицера учебной команды и командира роты. В 1913 году окончил гимнастическо-фехтовальную школу в Петрограде.
Участник Первой мировой войны, в ходе которой командовал батальоном, был помощником командира и командиром (с 1916 года) 56-го Сибирского пехотного полка. До Октября 1917-го подполковник Грушецкий считался в полку отличным стрелком и хорошим гимнастом. Он был вежлив с солдатами, и те относились к нему неплохо.
После Октябрьской революции 1917 года был избран командиром 55-го Сибирского пехотного полка. Последний чин и должность в старой, российской дореволюционной армии — полковник, командир 55-го Сибирского стрелкового полка, и.д. начальника штаба 14-й Сибирской стрелковой дивизии. В боях был дважды ранен и отравлен газами. Награждён пятью боевыми орденами.
В Красной Армии добровольно с апреля 1918 года. Участник Гражданской войны, в ходе которой занимал должности: 1918 год — командир отдельного Камышловского батальона, военный руководитель города Камышлова, помощник начальника штаба Восточной дивизии, начальник отрядов 3-й армии, начальник 4-й Уральской дивизии; 1919 год — начальник 29-й стрелковой дивизии; 1920 год — командующий Южной группой войск 15-й армии, помощник командующего 3-й Красной Польской армий, начальник 46-й стрелковой дивизии. После Гражданской войны на ответственных командных должностях. В 1921—1922 годах — начальник 51-й стрелковой дивизии, начальник повторных курсов комсостава, командир 17-й стрелковой дивизии. С июня 1922 года — командир 3-го стрелкового корпуса, в который входили: 6-я Орловская, 17-я Нижегородская и 19-я Воронежская стрелковые дивизии. 3-м стрелковым корпусом командовал с 1922 по 1924 год. В 1924 году окончил Военно-академические курсы высшего комсостава РККА при Военной академии РККА и был назначен начальником Управления Кавказской Краснознаменной армии. С сентября 1924] года — для особо важных поручений при Штабе РККА, а с октября того же года — помощник командира 9-го стрелкового корпуса. С ноября 1926 года — начальник 4-го отдела штаба Северо-Кавказского военного округа.
С ноября 1927 года — помощник начальника Стрелково-тактических курсов «Выстрел». В августе 1928 года был назначен начальником Химических курсов усовершенствования командного состава. В 1928 году вступил в ВКП(б).
В мае 1937 года был уволен в запас. Проживал в Москве по адресу: Большой Трубецкой переулок, д. 14. Арестован 5 ноября того же года. Военной коллегией Верховного Суда СССР 25 августа 1938 года по обвинению в принадлежности к антисоветской организации приговорён к расстрелу. Приговор приведён в исполнение в тот же день на расстрельном полигоне «Коммунарка». Определением Военной коллегии от 21 июля 1956 года реабилитирован.

## 29-я дивизия Грушецкого в боях
На территории Святогорской и Васильевской волостей проходила фронтовая полоса. 2-я Сибирская стрелковая дивизия колчаковцев, состоящая из 4 полков общей численностью до 8 тыс. штыков, настойчиво рвалась вперед. Обескровленные в упорных боях особая бригада М. В. Васильева, 29-я дивизия В. Ф. Грушецкого, 30-я дивизия Н. Д. Каширина сражались отчаянно, переходя в рукопашные бои, но не могли сдержать натиска превосходящего противника. Колчаковцам на территории Васильевской волости были заняты деревни Коробята, Пестери, Севастьяновцы, Мухино, Черныши, Огородники, Шаши, Чумаки, с. Васильевское.

## Награды
- За успешное окончание гимнастическо-фехтовальной офицерской школы пожалован орденом Св. Станислава 3-й ст. (28.10.1913 г., Выс. Прик. 07.01.1914 г.);
- Орден Св. Анны 3 ст. с мечами и бантом (ВП от 19.05.1915 г.);
- Орден Св. Анны 2 ст. с мечами (ВП от 19.05.1916 г.);
- Орден Св. Станислава 2 ст. с мечами (ВП от 25.05.1916 г.);
- Орден Св. Владимира 4 ст. с мечами и бантом (Приказ Главнокомандующего армиями Северного фронта от 25.11.1917 г.)[1].
- Орден Красного Знамени (Прик. РВСР № 36: 1922 г. ).

## Семья
Жена — Елена Степановна (1893—1972)
Сын — Владислав Владиславович (1915—1995)